# Extended Window Manager Hints
Extended Window Manager Hints (EWMH), bzw. NetWM oder Net WM, ist ein offener Standard für Fenstermanager des X Window Systems. Dieser definiert verschiedene Interaktionen zwischen Fenstermanagern, Dienstprogrammen und Anwendungen, die alle Teil einer vollständigen Desktop-Umgebung sind.
Der Standard basiert auf der ICCCM (Inter-Client Communication Conventions Manual) und erweitert deren Funktionalität.